# Sri Lanka International 2015
Die Sri Lanka International 2015 im Badminton fanden vom 2. bis zum 6. Juni 2015 in Colombo statt.

## Sieger und Platzierte
| Disziplin    | Gold                                     | Silber                      | Bronze                                     |
| ------------ | ---------------------------------------- | --------------------------- | ------------------------------------------ |
| Herreneinzel | B. Sai Praneeth                          | Sameer Verma                | Soo Teck Zhi                               |
| Herreneinzel | B. Sai Praneeth                          | Sameer Verma                | Tan Chun Seang                             |
| Dameneinzel  | Supanida Katethong                       | Sabrina Jaquet              | Delphine Lansac                            |
| Dameneinzel  | Supanida Katethong                       | Sabrina Jaquet              | Thamolwan Poopradubsil                     |
| Herrendoppel | Koo Kien Keat Tan Boon Heong             | Chooi Kah Ming Ow Yao Han   | Christian Bernardo Alvin Morada            |
| Herrendoppel | Koo Kien Keat Tan Boon Heong             | Chooi Kah Ming Ow Yao Han   | Peter Gabriel Magnaye Paul Jefferson Vivas |
| Damendoppel  | Chayanit Chaladchalam Phataimas Muenwong | Pradnya Gadre Siki Reddy    | Aparna Balan Prajakta Sawant               |
| Damendoppel  | Chayanit Chaladchalam Phataimas Muenwong | Pradnya Gadre Siki Reddy    | Kilasu Ostermeyer Natcha Saengchote        |
| Mixed        | Arun Vishnu Aparna Balan                 | Robin Middleton Leanne Choo | Ronan Labar Émilie Lefel                   |
| Mixed        | Arun Vishnu Aparna Balan                 | Robin Middleton Leanne Choo | Vountus Indra Mawan Prajakta Sawant        |